# شهلا وهاب‌زاده
شَهلا وَهّاب‌زاده (زادهٔ ۲۸ ژانویه ۱۹۵۰) در سال ۱۳۴۶/۱۹۶۷ دختر شایسته ایران شد.
پیش از سال ۱۳۴۶ این رقابت‌ها زیر عنوان دختر ایران ترتیب داده می‌شد ولی از آن سال به بعد برگزارکنندگان نام آن را به «دختر شایسته ایران» تغییر دادند.
مراسم «دختر شایسته ایران» سال ۱۳۴۶ با حضور ۵۰۰ مهمان در هتل هیلتون تهران برگزار شد. چهارده دختر شرکت‌کننده در رقابت یک بار در جامه یک‌شکل و بار دیگر در لباس شب بر روی سن راه رفتند.
رئیس مراسم، هما احسان از مجلهٔ زن روز بود که سؤالاتی را که خود کاندیدها از کاسه‌ای به طور اتفاقی درآورده‌بودند از آن‌ها پرسید.
هیئت ژوری پنج‌نفره در این رقابت به اتفاق آراء به شهلا وهاب‌زاده رأی داد.
پس از اعلام رأی ژوری، شهلا وهاب‌زاده را بر تختی از گل نهادند که توسط چهار مرد جوان حمل می‌شد.
در رقابت کشوری سال ۱۳۴۶، شهرزاد حقایقی دختر شایسته کرمانشاه دوم و شعله شمسی‌زاده از تهران سوم شد.
ژاله کاظمی گوهری فینالیست قزوین و ونوس خاشع فینالیست تهرانی چهارم و پنجم شدند.

## رقابت جهانی
شهلا وهاب‌زاده در همان سال در رقابت‌های «پرنسس‌های نوجوان جهان» در شیکاگو، ایلینوی شرکت کرد.
او در این رقابت جهانی که ۲۶ مه ۱۹۶۷ در شیکاگو برگزار شد در میان ۱۵ رقابت کننده پس از رقیبان فنلاند و هندوستان در مقام سوم قرار گرفت.

## ازدواج
کریم پاشا بهادری معاون نخست‌وزیر ایران که در تاریخ ۱۵ شهریور ۱۳۴۷ ریاست دفتر فرح پهلوی را نیز به عهده گرفت با شهلا وهاب‌زاده ازدواج کرد.
شهلا وهاب‌زاده و همسرش در کشور موناکو زندگی می‌کنند و از سال ۲۰۰۱ شهروند رسمی آن کشور شده‌اند.

شهلا وهاب‌زاده
شهلا وهاب‌زاده
شهلا وهاب‌زاده (سمت راست) در رقابت‌های «پرنسس‌های نوجوان جهان»، ۲۶ مه ۱۹۶۷ در شیکاگو